# Metopobactrus schenkeli
Metopobactrus schenkeli är en spindelart som beskrevs av Thaler 1976. Metopobactrus schenkeli ingår i släktet Metopobactrus och familjen täckvävarspindlar. Inga underarter finns listade i Catalogue of Life.